# Hästlortmal
Hästlortmal (Holcopogon bubulcellus) är en fjärilsart som beskrevs av Otto Staudinger 1859. Arten ingår i familjen guldfläcksmalar (Autostichidae) och underfamiljen spillningsmalar (Holcopogonidae). Inga underarter finns listade i Catalogue of Life.

## Beskrivning
En liten fjäril med en vingbredd av 12 till 14 mm. Framvingarna är bruna med gråbruna fjäll mellan vingribborna, som ger vingarna ett randigt utseende; bakvingarna är grå. Huvudet  är gråbrunt med benfärgade sidor.

## Utbredning
I Europa förekommer arten i södra Mellaneuropa och vidare österut, samt som en nordlig relikt i Sverige. Vidare finns arten i Nordafrika, Turkiet, och Sydvästasien. I Sverige förekommer arten med säkerhet endast på Öland. Arten har tidigare förekommit i Skåne, Blekinge, Gotland och Uppland, men betraktas numera som troligtvis lokalt utdöd.

## Ekologi
Artens livsmiljö är öppna betesmarker, där larven lever i kreatursspillning, främst från hästar, men även från kor, får och harar. I dag finns arten endast säkert på Ölands alvar. Den vuxna fjärilen flyger främst i juli.

## Bevarandestatus
Enligt den svenska rödlistan är arten starkt hotad i Sverige. Främsta orsaken är minskad kreatursdrift, men även utfodring med maskmedel, som gör spillningen giftig för larverna, är en annan orsak.